# Mia Riddez
 (octobre 2022).
Si vous disposez d'ouvrages ou d'articles de référence ou si vous connaissez des sites web de qualité traitant du thème abordé ici, merci de compléter l'article en donnant les références utiles à sa vérifiabilité et en les liant à la section « Notes et références ».
Mia Riddez (née Miarka Vanna Riddez le 28 février 1914 à Lyon et morte le 13 octobre 1995  à Joliette) est une actrice et scénariste québécoise d'origine française.

## Famille
Elle est la sœur de la comédienne Sita Riddez et de la danseuse Lygie Riddez.
Sa petite-fille Dominique Drouin est une scénariste et une femme de lettres.
Mia Riddez est fille d'artistes. Sa mère était pianiste et a reçu le premier prix du conservatoire de Lyon. Son père, Jean Riddez, était professeur de chant et d'art dramatique au Québec jusqu'à sa mort en 1939 et avait eu en France une carrière retentissante, dont 10 ans à l'Opéra de Paris comme premier baryton.

## Biographie
Très jeune, Mia Riddez prépare à la fois les beaux-arts à Montréal et des études d'art dramatique avec son père. A 17 ans, elle fait un séjour à Paris pour compléter sa formation dramatique. Elle est l'élève d'André Brunot et de Berthe Dussane de la Comédie-Française. En même temps, elle fait partie de l'école de cinéma dirigée par Roger Lyon. Elle joue dans quelques films français dont La tête d'un homme et Les Aventures du roi Pausole.
De retour au Québec, elle est lauréate d'un concours de cinéma de la Metro-Goldwing-Meyer et obtient un premier prix au festival dramatique de 1934. En 1935, elle séjourne à New York. De retour à Montréal, elle joue au Stella, au Magestic, au Théatre National, à l'Arcade, à l'Impérial, aux Variétés lyriques et au cabaret Allo Paris avec Gratien Gélinas dans des revues d'Henri Letondal.
Mia Riddez épouse en 1938 Louis Morisset, à l'époque journaliste, publiciste à CKAC et écrivain dramatique. Le travail d'écrivain pour la radio est dès cette année si abondant au bureau de Louis que Mia se mettait à collaborer avec lui. Elle écrit depuis sa prime jeunesse, des contes et des histoires, mais de sa propre initiative, jusqu'à la mort de son époux, elle tient secrète sa collaboration avec son mari, qui est alors très malade.
Elle abandonne temporairement le théâtre pour la radio, nouveau médium du temps. Elle joue tous les plus grands rôles, passant des classiques à La voix humaine de Cocteau à Madame X, Les Hauts de Hurlevent, L'Atlantide etc. Dans les feuilletons radiophoniques, elle joue Vedler, la femme d'Alexis Velder, dans La Pension Velder et dans Métropole de Robert Choquette et Irphigénie dans Les Belles Histoires des pays d'en haut de Claude Henri Grignon. Il faut aussi noter sa composition de Parigote dans Les Bergers de Laurette Auger, la malade dans Pique atout d'Hélène Leduc et enfin le rôle de Dominique Néhandili dans Grande Sœurs de Louis Morisset.
Lors de l'apparition de la télévision, on la voit dans de nombreux télé-théâtres et des continuités où elle créait, entre autres, de quatuors de Robert Choquette et de Marcel Dubé.   
Autre facette de sa personnalité, elle était animatrice durant des années sur des programmes féminins tant à la radio qu'à la télévision: quatre ans à Radio-Canada et deux ans avec le psychologue Théo Chantrier, à la radio de Radio-Canada, qui lui inspirait la création des Filles d'Ève, mouvement d'éducation populaire pour les femmes dans les quartiers Hochelaga-Maisonneuve et Saint-Henri qui dura plus de neuf ans. Au théâtre, elle jouait dans Jeanne d'Arc de Jean Anouilh et Quand la moisson sera courbée de Roger Saint-Clair à la Comédie-Canadienne; puis Pygmalion de Shaw, Le Rhinocéros et Jeux de massacre de Ionesco au Théatre du Nouveau-Monde et L'oiseau bleu de Maeterlinck pendant trois saisons avec le Théâtre du Rideau Vert.
Elle devient la première femme à présider l'Union des artistes et entreprend alors des démarches afin de se désaffilier du syndicat américain qui chapeaute alors le syndicat. Lors de sa présidence, elle souhaite également doter le syndicat d'une maison, qui permettrait aux artistes de se retrouver, d'abriter des aînés et d'accueillir des artistes en provenance de l'étranger de passage au Québec. Sous sa présidence, elle conclut un accord avec la Société Radio-Canada pour la diffusion annuelle d'un gala des artistes au cours duquel une trentaine d'artistes s'exécuteraient bénévolement au profit de la caisse de secours de l'Union. Il y en a deux tout de même, mais la grève des réalisateurs met fin à cette initiative.
En 1968, Louis Morisset, qui est au sommet de sa carrière, meurt brutalement d'une crise cardiaque. Mia Riddez-Morisset avoue alors que depuis son mariage, elle était sa collaboratrice de et reprend à pied levé l'écriture du téléroman Rue des Pignons, alors présenté sur les ondes de Radio-Canada pendant onze ans. Elle écrit ensuite Terre humaine, qui obtienda pendant six ans, dont les trois dernières années avec la collaboration de sa petite fille Dominque Drouin, un égal succès selon le réalisateur du téléroman, Yves Trudel. En 1987, elle écrit, en collaboration avec Dominique Drouin, Le Grand remous.
Ses enfants sont Violaine Morisset, qui fait des études à la Sorbonne et à l'École du Louvre, et Richard Morisset, médecin infectiologue et microbiologiste. À sa mort en 1995, elle laisse ses deux enfants et neuf petits enfants.

## Filmographie

### Actrice
- 1966-1977 : Rue des Pignons : Pauline Lafeuille
- 1963-1966 : De 9 à 5
- 1960-1962 : La Côte de sable : Pauline Villeneuve
- 1960 : L'Été de la dernière enfance
- Quatuor
  - 1955 : Née pour un petit pain
  - 1957 : Brigitte et Un homme à la fenêtre
  - 1959 : La Cellule

### Scénariste
- 1960-1964 : Filles d'Ève
- 1966-1977 : Rue des Pignons
- 1978-1984 : Terre humaine
- 1989-1991 : Le Grand Remous